# 於于野谈
《於于野谈》是柳梦寅所编纂的朝鲜文学史上具有代表性的笔记文学，也是朝鲜文学史上的第一部野谈集:142:1438。
柳梦寅（1559-1623年）号於于堂，宣祖在位期间及第，历任礼曹参议、吏曹参判，并曾两次出使中国明朝燕京。虽然他没有参与光海君时期的“废母之争”，但在仁祖反正后，也被反正势力所杀。《於于野谈》是他62岁时所作。朝鲜以往的笔记作品都是侧重考究事理、辨明是非。但《於于野谈》却很少使用议论性文字，而是记述了富有故事性的人物和事件，以及有关人伦、宗教、艺术、动物寓言、民间故事、社会问题、天地草木等各种内容。:142